# Wilhelm Karl Stolle
Wilhelm Karl Stolle (* 3. April 1704 in Lindenberg (Vorpommern); † 6. September 1779 in Demmin) war Pfarrer in Demmin. Er verfasste die älteste bekannte Chronik der Hansestadt Demmin.

## Leben
Wilhelm Karl Stolle war der Sohn des aus einer Stralsunder Kaufmannsfamilie stammenden Lindenberger Pfarrers Franz (auch Franziskus) Stolle und dessen Frau Christine Grensing. Er besuchte das Sundische Gymnasium im Stralsunder Katharinenkloster. In seine Jugendzeit fiel der Abzug der Schweden aus Demmin. Die Stadt und das Gebiet südlich der Peene kamen 1720 offiziell zu Preußen. Stolle studierte an der Universität Halle Theologie und war danach in Berlin als Hauslehrer tätig.
Anfang 1737 wurde Stolle Archidiakon an der St.-Bartholomaei-Kirche in Demmin. Gleichzeitig wurde er Pfarrer (Nachmittagsprediger) der Demminer St. Marien-Kirchgemeinde. Am 18. Oktober 1740 heiratete er die Demminer Kaufmannstochter Johanne Sophie Lobeck († 1783). Aus der Ehe entstammten der Sohn Karl Wilhelm und vier Töchter.
Als Zeitzeuge erlebte Stolle den Siebenjährigen Krieg, während dessen Demmin mehrfach und abwechselnd von Schweden und Preußen erobert wurde.  In dieser Zeit war er als Seelsorger sowohl für die Gemeinde als auch für die in der Stadt angelegten Lazarette tätig und erkrankte selbst an einer der in der Stadt ausbrechenden Seuchen.
Bei der letzten Belagerung Demmins 1759 hielt er sich zusammen mit 26 anderen Personen in einem für sicher gehaltenen Haus auf. Als das Dach durch den starken Beschuss zerstört wurde, konnten sie sich in einen Speicher an der Südmauer retten.
Stolle begann 1766 mit dem Zusammentragen von Material zur Geschichte Demmins. Sein Lebenswerk erschien unter dem Titel:
„Beschreibung und Geschichte der uralten, ehemals festen, grossen und berühmten Hansestadt Demmin, wie auch der daran liegenden festen und berühmten Burg Haus Demmin“, von Wilhelm Carl Stolle, Archidiacono an der St. Bartholomäikirche und Pastore zu St. Marien in Demmin, mit Unterstützung von Johann Carl Dähnert 1772 in Greifswald.
Für seine Schrift ließ er die Mauern der Demminer Stadtbefestigung vermessen, bevor diese geschleift wurden. Auch Maße von Ruinen, Grundmauern und sonstigen Resten historischer Gebäude der Stadt zeichnete er auf.
Der Rektor der Demminer Knabenschule, Karl Goetze, nutzte Stolles Werk als eine der Hauptquellen für sein Anfang des 20. Jahrhunderts erschienenes Buch zur „Geschichte der Stadt Demmin“ und setzte sich darin kritisch mit Stolles Aussagen auseinander.

## Werk
- Beschreibung und Geschichte der uralten, ehemals festen, grossen und berühmten Hanseestadt Demmin, wie auch der daran liegenden festen und berühmten Burg Haus Demmin genannt. Greifswald 1772. 850 Seiten (Digitalisat)